# Риджвей (Огайо)
Риджвей (англ. Ridgeway) — селище (англ. village) в США, в округах Гардін і Лоґан штату Огайо. Населення — 314 особи (2020).

## Географія
Риджвей розташований за координатами 40°30′45″ пн. ш. 83°34′8″ зх. д. / 40.51250° пн. ш. 83.56889° зх. д. (40.512430, -83.568948).  За даними Бюро перепису населення США в 2010 році селище мало площу 1,53 км², уся площа — суходіл.

## Демографія
Згідно з переписом 2010 року, у селищі мешкало 338 осіб у 125 домогосподарствах у складі 93 родин. Густота населення становила 220 осіб/км².  Було 133 помешкання (87/км²).
Расовий склад населення:
| - 97,0 % — білих - 1,5 % — чорних або афроамериканців - 0,3 % — азіатів |

До двох чи більше рас належало 1,2 %. Частка іспаномовних становила 0,9 % від усіх жителів.
За віковим діапазоном населення розподілялося таким чином: 29,3 % — особи молодші 18 років, 61,5 % — особи у віці 18—64 років, 9,2 % — особи у віці 65 років та старші. Медіана віку мешканця становила 34,4 року. На 100 осіб жіночої статі у селищі припадало 88,8 чоловіків;  на 100 жінок у віці від 18 років та старших — 94,3 чоловіків також старших 18 років.
Середній дохід на одне домашнє господарство  становив 48 380 доларів США (медіана — 45 625), а середній дохід на одну сім'ю — 53 192 долари (медіана — 50 000). За межею бідності перебувало 13,9 % осіб, у тому числі 25,3 % дітей у віці до 18 років та 0,0 % осіб у віці 65 років та старших.
Цивільне працевлаштоване населення становило 124 особи. Основні галузі зайнятості: виробництво — 29,8 %, освіта, охорона здоров'я та соціальна допомога — 26,6 %, роздрібна торгівля — 8,1 %, мистецтво, розваги та відпочинок — 7,3 %.